# Storthyngomerus tridentatus
Storthyngomerus tridentatus är en tvåvingeart som först beskrevs av Fabricius 1805.  Storthyngomerus tridentatus ingår i släktet Storthyngomerus och familjen rovflugor. Inga underarter finns listade i Catalogue of Life.